# Elecciones municipales de Cajamarca de 2022
Las elecciones municipales de Cajamarca de 2022 se llevaron a cabo el 2 de octubre de 2022 para elegir al alcalde y al Concejo Provincial de Cajamarca para el periodo 2023-2026. La elección se celebró simultáneamente con elecciones regionales y municipales (provinciales y distritales) en todo el Perú.
Cajamarca Siempre Verde, con una lista liderada por Joaquín Ramírez Gamarra, se alzó como el partido más votado en la provincia de Cajamarca, seguido de cerca por Avanza País, que tenía a Sergio Sánchez Ibañez de candidato. A pesar de la resolución judicial del Jurado Especial Electoral de Cajamarca que excluyó a Ramírez de la carrera electoral, el Jurado Nacional de Elecciones lo rehabilitó y confirmó su victoria electoral.
A nivel distrital, Somos Perú se alzó como el partido más votado, aunque solo obtuvo el control de dos distritos de la provincia, igual que el Frente Regional de Cajamarca. Avanza País y Cajamarca Siempre Verde, las siguientes fuerzas más votadas, consiguieron la victoria en tres comunas cada una. Podemos Perú ganó solo en un distrito.

## Sistema electoral
La Municipalidad Provincial de Cajamarca es el órgano administrativo y de gobierno de la provincia de Cajamarca. Está compuesta por el alcalde y el Concejo Provincial.
La votación del alcalde y el concejo se realiza en base al sufragio universal, que comprende a todos los ciudadanos nacionales mayores de dieciocho años, empadronados y residentes en la provincia de Cajamarca y en pleno goce de sus derechos políticos, así como a los ciudadanos no nacionales residentes y empadronados en la provincia de Cajamarca. No hay reelección inmediata de alcaldes.
El Concejo Provincial de Cajamarca está compuesto por 13 regidores elegidos por sufragio directo para un período de cuatro (4) años, en forma conjunta con la elección del alcalde (quien lo preside). La votación es por lista cerrada y bloqueada. Se asigna a la lista ganadora los escaños según el método d'Hondt o la mitad más uno, lo que más le favorezca.

## Composición del Concejo Provincial de Cajamarca
La siguiente tabla muestra la composición del Concejo Provincial de Cajamarca antes de las elecciones.
| Partidos | Partidos                     | Regidores |
| -------- | ---------------------------- | --------- |
|          | Frente Regional de Cajamarca | 8         |
|          | Alianza para el Progreso     | 2         |
|          | Somos Perú                   | 2         |
|          | Acción Popular               | 1         |

## Elecciones internas
Los partidos políticos realizaron la convocatoria a elecciones internas (15–22 de enero de 2022) para definir a los candidatos de sus organizaciones en listas cerradas y bloqueadas. Se sometieron a elección las candidaturas a:
- Alcaldía Provincial de Cajamarca (1 candidatura).
- Concejo Provincial de Cajamarca (13 candidaturas).
- Alcaldías distritales de Cajamarca (11 candidaturas).
- Concejos distritales de Cajamarca (57 candidaturas).

Existen dos modalidades para la organización de las elecciones internas:
- Modalidad de elección directa: con voto universal, libre, voluntario, igual, directo y secreto de los afiliados. Será la modalidad utilizada por Alianza para el Progreso,[7] Somos Perú[8] y Acción Popular.[9] Las elecciones se realizaron el 15 de mayo de 2022.
- Modalidad de delegados: a través de delegados previamente elegidos mediante voto universal, libre, voluntario, igual, directo y secreto de los afiliados. Será la modalidad utilizada por Frente Regional de Cajamarca,[10] Avanza País,[11] Cajamarca Siempre Verde,[10] Renovación Popular[12] y Frente de la Esperanza.[13] Las elecciones se realizaron el 22 de mayo de 2022.

## Partidos y candidatos
A continuación se muestra una lista de los principales partidos y alianzas electorales que participaron en las elecciones:
| Candidatura | Candidatura | Partidos y alianzas                                       | Candidatos | Candidatos                    | Ideología                                                           | Resultado previo | Resultado previo | Ref.   |
| Candidatura | Candidatura | Partidos y alianzas                                       | Candidatos | Candidatos                    | Ideología                                                           | Votos (%)        | Reg.             | Ref.   |
| ----------- | ----------- | --------------------------------------------------------- | ---------- | ----------------------------- | ------------------------------------------------------------------- | ---------------- | ---------------- | ------ |
|             | FRC         | Lista - Frente Regional de Cajamarca (FRC)                |            | Henry Alcántara Salazar       | Regionalismo cajamarquino                                           | 23.45%           | 8                | [ 14 ] |
|             | APP         | Lista - Alianza para el Progreso (APP)                    |            | Eriberto Villanueva Castrejón | Liberalismo económico Conservadurismo liberal Populismo de derecha  | 16.43%           | 2                | [ 14 ] |
|             | SP          | Lista - Somos Perú (SP)                                   |            | Jesús Julca Díaz              | Democracia cristiana Conservadurismo social                         | 16.09%           | 2                | [ 14 ] |
|             | AvP         | Lista - Avanza País - Partido de Integración Social (AvP) |            | Sergio Sánchez Ibañez         | Conservadurismo liberal Liberalismo clásico                         | 3.18%            | 0                | [ 15 ] |
|             | RP          | Lista - Renovación Popular (RP)                           |            | Cristian Gálvez Ruiz          | Ultraconservadurismo Fundamentalismo cristiano Populismo de derecha | Nuevo            | Nuevo            | [ 14 ] |
|             | FE          | Lista - Frente de la Esperanza (FE)                       |            | Jhony Tejada Cerdán           | Reformismo                                                          | Nuevo            | Nuevo            | [ 14 ] |
|             | CSV         | Lista - Cajamarca Siempre Verde (CSV)                     |            | Joaquín Ramírez Gamarra       | Regionalismo cajamarquino Fujimorismo                               | Nuevo            | Nuevo            | [ 15 ] |

## Campaña

### Debates electorales
| Fecha | Organizador | Sede | Moderador/a/es | P Presente S Sustituto A Ausente NI No invitado | P Presente S Sustituto A Ausente NI No invitado | P Presente S Sustituto A Ausente NI No invitado | P Presente S Sustituto A Ausente NI No invitado | P Presente S Sustituto A Ausente NI No invitado | P Presente S Sustituto A Ausente NI No invitado | Ref. |          |              |            |             |  |
| ----- | ----------- | ---- | -------------- | ----------------------------------------------- | ----------------------------------------------- | ----------------------------------------------- | ----------------------------------------------- | ----------------------------------------------- | ----------------------------------------------- | ---- | -------- | ------------ | ---------- | ----------- |  |
| Fecha | Organizador | Sede | Moderador/a/es | 6 de agosto                                     | Radio Continente                                | Radio Continente (Cajamarca, Cajamarca)         |                                                 | S Chávez                                        | A                                               | Ref. | S Huamán | S Cabanillas | S Azabache | S Tejada    |  |
| Fecha | Organizador | Sede | Moderador/a/es | 23 de septiembre                                | Radio Continente                                | Radio Continente (Cajamarca, Cajamarca)         |                                                 | P Alcántara                                     | P Villanueva                                    | Ref. | P Julca  | P Sánchez    | P Gálvez   | P Plasencia |  |

## Sondeos de opinión
Las siguientes tablas enumeran las estimaciones de la intención de voto en orden cronológico inverso, mostrando las más recientes primero y utilizando las fechas en las que se realizó el trabajo de campo de la encuesta. Cuando se desconocen las fechas del trabajo de campo, se proporciona la fecha de publicación.
Leyenda:
     Sondeo realizado en el periodo de prohibición legal de la difusión de sondeos de intención de voto.

### Intención de voto
La siguiente tabla enumera las estimaciones ponderadas (sin incluir votos en blanco y nulos) de la intención de voto.
| Encuestadora/Medio             | Fecha             | Muestra | Joaquín Ramírez | Sergio Sánchez | Jesús Julca | Henry Alcántara | Eriberto Villanueva | Jhony Tejada | Cristian Gálvez | Dif. |  |  |  |  |
| ------------------------------ | ----------------- | ------- | --------------- | -------------- | ----------- | --------------- | ------------------- | ------------ | --------------- | ---- |  |  |  |  |
| Encuestadora/Medio             | Fecha             | Muestra |                 |                |             |                 |                     |              |                 |      |  |  |  |  |
| Elecciones municipales de 2022 | 2 oct 2022        | —       | 30.6            | 28.7           | 14.0        | 13.4            | 7.3                 | 4.3          | 1.6             | 1.9  |  |  |  |  |
|                                |                   |         |                 |                |             |                 |                     |              |                 |      |  |  |  |  |
| Ipsos Perú/América             | 2 oct 2022        | ?       | 33.7            | 29.5           | 11.6        | 9.8             | 7.8                 | –            | –               | 4.2  |  |  |  |  |
| Ipsos Perú/América             | 2 oct 2022        | ?       | 30.3            | 29.1           | 13.0        | 13.1            | –                   | –            | –               | 1.2  |  |  |  |  |
| Global Data Consulting         | 16–19 sep 2022    | 675     | 24.7            | 19.9           | 11.1        | 7.4             | 17.3                | –            | 2.5             | 4.8  |  |  |  |  |
| Vox Populi                     | 15–17 sep 2022    | ?       | 24.0            | 19.2           | 11.4        | 8.5             | 17.5                | –            | 1.9             | 4.8  |  |  |  |  |
| Vox Populi                     | 7–9 sep 2022      | ?       | 20.4            | 18.8           | 11.7        | 7.3             | 21.5                | –            | 1.5             | 1.1  |  |  |  |  |
| Global Data Consulting         | 4–7 sep 2022      | 675     | 21.6            | 18.5           | 11.6        | 7.3             | 20.9                | –            | 1.6             | 0.7  |  |  |  |  |
| Vox Populi                     | 27–29 ago 2022    | ?       | 17.7            | 20.9           | 11.8        | 6.6             | 22.2                | –            | 1.3             | 1.3  |  |  |  |  |
| Global Data Consulting         | 19–22 ago 2022    | 675     | 21.0            | 18.1           | 11.7        | 7.3             | 21.0                | –            | 1.6             | —    |  |  |  |  |
| Datum/Inn Viromental           | 16–20 ago 2022    | 604     | 44.8            | 21.9           | 18.7        | 3.8             | 4.1                 | –            | 1.9             | 22.9 |  |  |  |  |
| Global Data Consulting         | 8–11 ago 2022     | 675     | 21.8            | 18.1           | 11.4        | 6.8             | 20.5                | –            | 1.6             | 1.3  |  |  |  |  |
| Klambp                         | 26 jul–1 ago 2022 | 145     | 20.2            | 22.6           | 15.5        | 8.3             | 9.5                 | –            | 2.4             | 2.4  |  |  |  |  |
| Global Data Consulting         | 16–19 jul 2022    | 675     | 20.0            | 17.7           | 12.0        | 7.2             | 19.0                | –            | 1.7             | 1.0  |  |  |  |  |
| Klambp                         | 30 jun–6 jul 2022 | 115     | 16.7            | 20.5           | 12.8        | 9.0             | 10.3                | –            | 5.2             | 3.8  |  |  |  |  |
| Global Data Consulting         | 19–22 jun 2022    | 675     | 20.6            | 20.6           | 16.2        | 7.4             | 12.5                | –            | 1.5             | —    |  |  |  |  |
| Klambp                         | 5–14 jun 2022     | ?       | 15.5            | 21.1           | 10.0        | 13.4            | 14.4                | –            | 4.4             | 5.6  |  |  |  |  |
| Global Data Consulting         | 14–17 may 2022    | 675     | 29.4            | 19.3           | 12.6        | 8.4             | 13.4                | –            | 1.7             | 10.1 |  |  |  |  |
| Global Data Consulting         | 15–18 abr 2022    | 519     | 30.8            | 15.8           | 11.2        | 8.3             | 14.2                | –            | 1.7             | 15.0 |  |  |  |  |
| Decide Tú                      | 22–24 mar 2022    | ?       | 23.4            | 9.4            | 15.3        | 5.6             | 6.3                 | –            | –               | 8.1  |  |  |  |  |
| Global Data Consulting         | 1–4 mar 2022      | 538     | 33.2            | 18.6           | 9.2         | 8.2             | 10.2                | –            | –               | 14.6 |  |  |  |  |

### Preferencias de voto
La siguiente tabla enumera las preferencias de voto en bruto (incluyendo blancos, viciados y sin respuesta) y no ponderadas.
| Encuestadora/Medio             | Fecha             | Muestra | Joaquín Ramírez | Sergio Sánchez | Jesús Julca | Henry Alcántara | Eriberto Villanueva | Jhony Tejada | Cristian Gálvez | B/V  | NS/NO | Dif. |  |  |  |  |
| ------------------------------ | ----------------- | ------- | --------------- | -------------- | ----------- | --------------- | ------------------- | ------------ | --------------- | ---- | ----- | ---- |  |  |  |  |
| Encuestadora/Medio             | Fecha             | Muestra |                 |                |             |                 |                     |              |                 |      |       |      |  |  |  |  |
| Elecciones municipales de 2022 | 2 oct 2022        | —       | 25.4            | 23.8           | 11.6        | 11.2            | 6.0                 | 3.6          | 1.4             | 17.0 | –     | 1.6  |  |  |  |  |
|                                |                   |         |                 |                |             |                 |                     |              |                 |      |       |      |  |  |  |  |
| Global Data Consulting         | 16–19 sep 2022    | 675     | 20.0            | 16.1           | 9.0         | 6.0             | 14.0                | –            | 2.0             | –    | 18.9  | 3.9  |  |  |  |  |
| Vox Populi                     | 15–17 sep 2022    | ?       | 18.9            | 15.1           | 9.0         | 6.7             | 13.8                | –            | 1.5             | –    | 21.2  | 3.8  |  |  |  |  |
| Vox Populi                     | 7–9 sep 2022      | ?       | 16.0            | 14.8           | 9.2         | 5.7             | 16.9                | –            | 1.2             | –    | 21.4  | 0.9  |  |  |  |  |
| Global Data Consulting         | 4–7 sep 2022      | 675     | 16.6            | 14.2           | 8.9         | 5.6             | 16.0                | –            | 1.2             | –    | 23.3  | 0.6  |  |  |  |  |
| Vox Populi                     | 27–29 ago 2022    | ?       | 13.5            | 15.9           | 9.0         | 5.0             | 16.9                | –            | 1.0             | –    | 23.8  | 1.0  |  |  |  |  |
| Global Data Consulting         | 19–22 ago 2022    | 675     | 16.0            | 13.8           | 8.9         | 5.6             | 16.0                | –            | 1.2             | –    | 23.7  | —    |  |  |  |  |
| Datum/Inn Viromental           | 16–20 ago 2022    | 604     | 29.2            | 14.3           | 12.2        | 2.5             | 2.7                 | –            | 1.2             | 13.4 | 21.4  | 14.9 |  |  |  |  |
| Global Data Consulting         | 8–11 ago 2022     | 675     | 16.0            | 13.3           | 8.4         | 5.0             | 15.1                | –            | 1.2             | –    | 26.5  | 0.9  |  |  |  |  |
| Klambp                         | 26 jul–1 ago 2022 | 145     | 11.7            | 13.1           | 9.0         | 4.8             | 5.5                 | –            | 1.4             | –    | 42.1  | 1.4  |  |  |  |  |
| Global Data Consulting         | 16–19 jul 2022    | 675     | 14.0            | 12.4           | 8.4         | 5.0             | 13.3                | –            | 1.2             | –    | 30.1  | 0.7  |  |  |  |  |
| Klambp                         | 30 jun–6 jul 2022 | 115     | 11.3            | 13.9           | 8.7         | 6.1             | 7.0                 | –            | 3.5             | –    | 32.2  | 2.6  |  |  |  |  |
| Global Data Consulting         | 19–22 jun 2022    | 675     | 14.0            | 14.0           | 11.0        | 5.0             | 8.5                 | –            | 1.0             | –    | 32.0  | —    |  |  |  |  |
| Klambp                         | 5–14 jun 2022     | ?       | 11.0            | 15.0           | 7.1         | 9.5             | 10.2                | –            | 3.1             | –    | 29.1  | 4.0  |  |  |  |  |
| Global Data Consulting         | 14–17 may 2022    | 675     | 17.5            | 11.5           | 7.5         | 5.0             | 8.0                 | –            | 1.0             | –    | 40.5  | 6.0  |  |  |  |  |
| Global Data Consulting         | 15–18 abr 2022    | 519     | 18.5            | 9.5            | 6.7         | 5.0             | 8.5                 | –            | 1.0             | –    | 40.0  | 9.0  |  |  |  |  |
| Decide Tú                      | 22–24 mar 2022    | ?       | 11.7            | 4.7            | 7.6         | 2.8             | 3.2                 | –            | –               | 20.4 | 29.7  | 4.1  |  |  |  |  |
| Klambp                         | 11–14 mar 2022    | ?       | 12.9            | 18.5           | –           | 2.9             | –                   | –            | –               | 32.9 | 30.0  | 5.6  |  |  |  |  |
| Global Data Consulting         | 1–4 mar 2022      | 538     | 16.2            | 9.1            | 4.5         | 4.0             | 5.0                 | –            | –               | –    | 51.2  | 7.1  |  |  |  |  |

## Resultados

### Sumario general
|                        |                                    |              |              |              |           |           |
| Partidos y coaliciones | Partidos y coaliciones             | Voto popular | Voto popular | Voto popular | Regidores | Regidores |
| Partidos y coaliciones | Partidos y coaliciones             | Votos        | %            | +/−          | Total     | +/−       |
|                        | Cajamarca Siempre Verde (CSV)      | 55,748       | 30.59        | n/a          | 8         | +8        |
|                        | Avanza País (AvP)                  | 52,392       | 28.75        | +25.57       | 3         | +2        |
|                        | Somos Perú (SP)                    | 25,563       | 14.03        | –2.06        | 1         | –1        |
|                        | Frente Regional de Cajamarca (FRC) | 24,509       | 13.45        | –10.00       | 1         | –7        |
|                        | Alianza para el Progreso (APP)     | 13,267       | 7.28         | –9.15        | 0         | –2        |
|                        | Frente de la Esperanza (FE)        | 7,813        | 4.29         | Nuevo        | 0         | ±0        |
|                        | Renovación Popular (RP)            | 2,974        | 1.63         | Nuevo        | 0         | ±0        |
|                        |                                    |              |              |              |           |           |
| Total                  | Total                              | 182,266      |              |              | 13        | ±0        |
|                        |                                    |              |              |              |           |           |
| Votos válidos          | Votos válidos                      | 182,266      | 82.96        | +4.41        |           |           |
| Votos en blanco        | Votos en blanco                    | 17,007       | 7.74         | –1.94        |           |           |
| Votos nulos            | Votos nulos                        | 20,438       | 9.30         | –2.48        |           |           |
| Votos emitidos         | Votos emitidos                     | 219,711      | 79.12        | –3.41        |           |           |
| Abstenciones           | Abstenciones                       | 57,972       | 20.88        | +3.41        |           |           |
| Votantes registrados   | Votantes registrados               | 277,683      |              |              |           |           |
|                        |                                    |              |              |              |           |           |
| Fuente:                |                                    |              |              |              |           |           |

### Concejo Provincial de Cajamarca
| Cargo                            | Autoridad electa             | Partido político | Partido político             |
| -------------------------------- | ---------------------------- | ---------------- | ---------------------------- |
| Alcalde Provincial de Cajamarca  | Joaquín Ramírez Gamarra      |                  | Cajamarca Siempre Verde      |
| Regidor Provincial de Cajamarca  | Eduardo Quiroz Rojas         |                  | Cajamarca Siempre Verde      |
| Regidora Provincial de Cajamarca | Delia Tafur Herrera          |                  | Cajamarca Siempre Verde      |
| Regidor Provincial de Cajamarca  | Jorge Rojas Alcalde          |                  | Cajamarca Siempre Verde      |
| Regidora Provincial de Cajamarca | Julia Guerrero Suárez        |                  | Cajamarca Siempre Verde      |
| Regidor Provincial de Cajamarca  | José Cruzado Bardales        |                  | Cajamarca Siempre Verde      |
| Regidora Provincial de Cajamarca | María Gutiérrez Chávez       |                  | Cajamarca Siempre Verde      |
| Regidor Provincial de Cajamarca  | Segundo Castañeda Díaz       |                  | Cajamarca Siempre Verde      |
| Regidor Provincial de Cajamarca  | Cristhel Díaz Zamora         |                  | Cajamarca Siempre Verde      |
| Regidor Provincial de Cajamarca  | Baldomero Cabanillas Rabanal |                  | Avanza País                  |
| Regidora Provincial de Cajamarca | Ruth Alcántara Portal        |                  | Avanza País                  |
| Regidor Provincial de Cajamarca  | Roquelín Gómez Trigosso      |                  | Avanza País                  |
| Regidor Provincial de Cajamarca  | Guillermo Huamán Díaz        |                  | Somos Perú                   |
| Regidora Provincial de Cajamarca | Elisa Chávez Veintimilla     |                  | Frente Regional de Cajamarca |

## Elecciones municipales distritales

### Sumario general
| Partidos y coaliciones | Partidos y coaliciones             | Voto popular | Voto popular | Voto popular | Alcaldías | Alcaldías |
| Partidos y coaliciones | Partidos y coaliciones             | Votos        | %            | +/−          | Total     | +/−       |
| ---------------------- | ---------------------------------- | ------------ | ------------ | ------------ | --------- | --------- |
|                        | Somos Perú (SP)                    | 18,760       | 24.24        | +4.48        | 2         | ±0        |
|                        | Avanza País (AvP)                  | 15,851       | 20.48        | +17.41       | 3         | +3        |
|                        | Cajamarca Siempre Verde (CSV)      | 13,415       | 17.33        | n/a          | 3         | +3        |
|                        | Frente Regional de Cajamarca (FRC) | 10,468       | 13.52        | –1.43        | 2         | –2        |
|                        | Frente de la Esperanza (FE)        | 4,430        | 5.72         | Nuevo        | 0         | ±0        |
|                        | Perú Libre (PL)                    | 4,154        | 5.37         | Nuevo        | 0         | ±0        |
|                        | Podemos Perú (PP)                  | 3,100        | 4.00         | +3.64        | 1         | +1        |
|                        | Acción Popular (AP)                | 3,078        | 3.98         | –6.84        | 0         | –1        |
|                        | Alianza para el Progreso (APP)     | 2,982        | 3.85         | –10.33       | 0         | –2        |
|                        | Renovación Popular (RP)            | 1,099        | 1.42         | Nuevo        | 0         | ±0        |
|                        | Juntos por el Perú (JP)            | 67           | 0.09         | –0.03        | 0         | ±0        |
|                        |                                    |              |              |              |           |           |
| Total                  | Total                              | 77,404       |              |              | 11        | ±0        |
|                        |                                    |              |              |              |           |           |
| Votos válidos          | Votos válidos                      | 77,404       | 86.26        | +3.57        |           |           |
| Votos en blanco        | Votos en blanco                    | 6,676        | 7.44         | –2.44        |           |           |
| Votos nulos            | Votos nulos                        | 5,651        | 6.30         | –1.12        |           |           |
| Votos emitidos         | Votos emitidos                     | 89,731       | 79.49        | –3.19        |           |           |
| Abstenciones           | Abstenciones                       | 23,155       | 20.51        | +3.19        |           |           |
| Votantes registrados   | Votantes registrados               | 112,886      |              |              |           |           |
|                        |                                    |              |              |              |           |           |
| Fuente:                |                                    |              |              |              |           |           |

### Resultados por distrito
La siguiente tabla enumera el control de los distritos de la provincia de Cajamarca. El cambio de mando de una organización política se resalta del color de ese partido.
| Distrito           | Alcalde(sa) titular      | Partido político | Partido político             | Alcalde(sa) electo(a)      | Partido político | Partido político             |
| ------------------ | ------------------------ | ---------------- | ---------------------------- | -------------------------- | ---------------- | ---------------------------- |
| Asunción           | Luis Villanueva Obando   |                  | Frente Regional de Cajamarca | Erick Vigo Rojas           |                  | Frente Regional de Cajamarca |
| Chetilla           | Luis Dilas Mendoza       |                  | Frente Amplio                | Héctor Landa Nachucho      |                  | Cajamarca Siempre Verde      |
| Cospán             | Próspero Gutiérrez Ruiz  |                  | Alianza para el Progreso     | Carlos Saldaña Cusquisiban |                  | Frente Regional de Cajamarca |
| Encañada           | Lifoncio Vera Sánchez    |                  | Alianza para el Progreso     | Jesús Díaz Casahuaman      |                  | Cajamarca Siempre Verde      |
| Jesús              | Marco Ruiz Ortiz         |                  | Frente Regional de Cajamarca | Augusto Ñontol Chichipe    |                  | Podemos Perú                 |
| Llacanora          | Jorge Lozano Mejía       |                  | Frente Regional de Cajamarca | José Quiliche Quiroz       |                  | Cajamarca Siempre Verde      |
| Los Baños del Inca | Edilberto Aguilar Flores |                  | Somos Perú                   | Jaime Mantilla Silva       |                  | Avanza País                  |
| Magdalena          | Simeón Godoy Quiroz      |                  | Cajamarca Siempre Verde      | Wilser Carmona Carrasco    |                  | Avanza País                  |
| Matara             | Wilmer Cieza Delgado     |                  | Frente Regional de Cajamarca | Hamnet Chavarri Chuan      |                  | Somos Perú                   |
| Namora             | Juan Lobato Yarango      |                  | Acción Popular               | José Briones Álvarez       |                  | Somos Perú                   |
| San Juan           | Artemio Lozano Vargas    |                  | Somos Perú                   | Juan Neira Ugas            |                  | Avanza País                  |